# فيليب جونز
فيليب جونز (بالإنجليزية: Philip Jones)‏ (و. – 1603 م) هو سياسي، من مملكة إنجلترا.

## مناصب
تولى منصب عضو مجلس النواب في البرلمان البريطاني.